# Hermann Friedrich Autenrieth

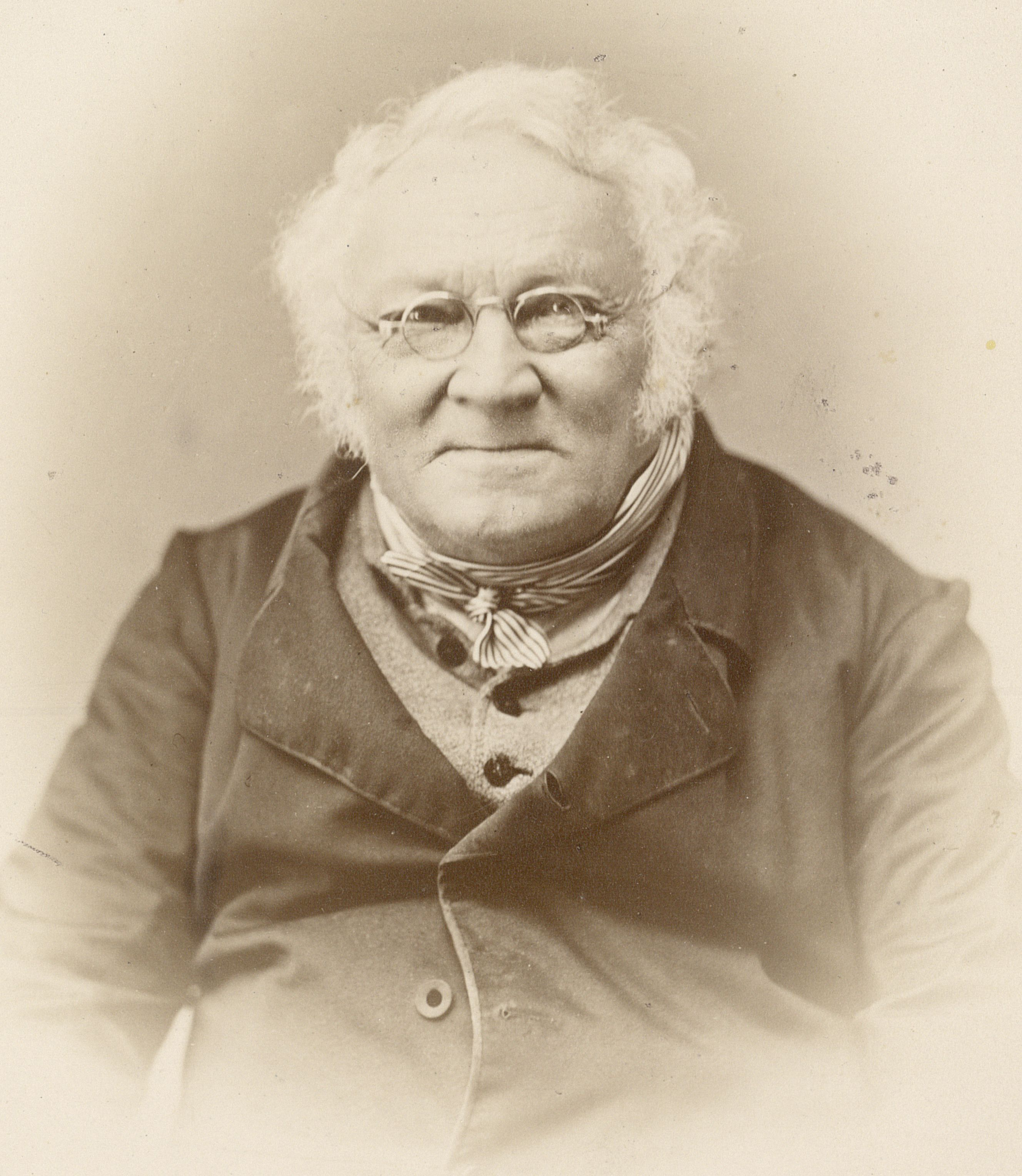
Hermann Friedrich Autenrieth, fotografiert von Paul Sinner (1863)

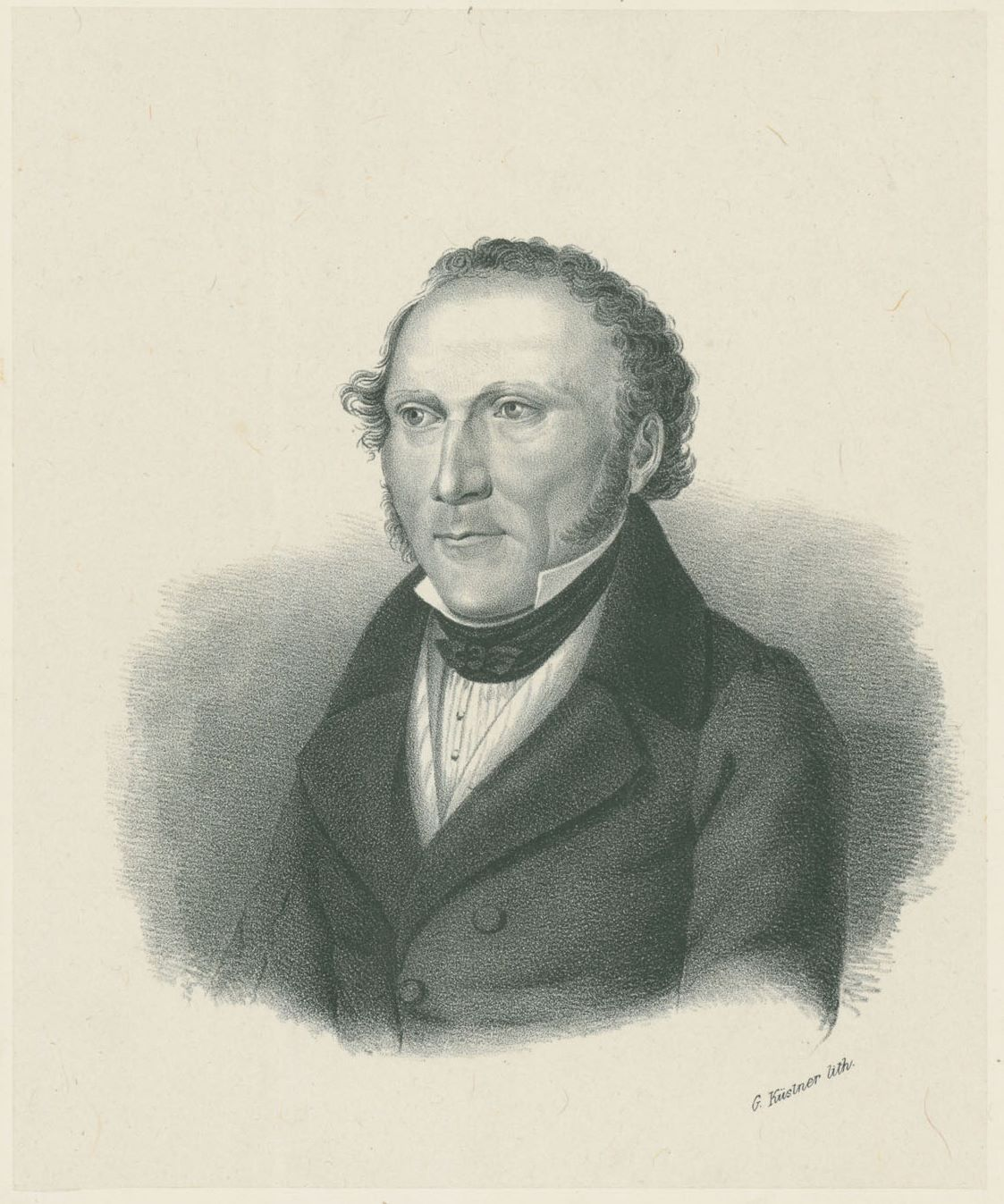
Hermann Friedrich Autenrieth

Hermann Friedrich Autenrieth (* 5. Mai 1799 in Tübingen; † 9. Januar 1874 ebenda) war ein deutscher Mediziner und Hochschullehrer an der Universität Tübingen. 

## Leben
Autenrieth studierte ab Herbst 1816 an der Universität Tübingen Medizin mit der Promotion 1821. Nach Reisen durch Europa wurde er 1823 Assistent und Privatdozent an der Universitätsklinik in Tübingen, die sein Vater Johann Heinrich Ferdinand Autenrieth (1772–1835) leitete. 1826 wurde er außerordentlicher und 1834 ordentlicher Professor für Medizin in Tübingen und 1840 Leiter der Poliklinik. 1859 ging er aus Krankheitsgründen in den Ruhestand.
Er verfasste Aufsätze über das Schwefelbad Bad Sebastiansweiler, an dessen Ausgestaltung er selbst beteiligt war, und erhielt vom preußischen König eine Medaille für einen Aufsatz über Verwundetentransport von Soldaten mit Hängematten von 1836. Er befasste sich auch mit Pharmakologie und Botanik.
1821 wurde er Mitglied der Leopoldina.
1825 heiratete er Sofie Henrike Poppe (1807–1848) und in zweiter Ehe die Schwester seiner Frau. Er ist der Vater des Bauingenieurs Edmund Friedrich Autenrieth (1842–1910), der Professor in Brünn und Stuttgart war.